# Баярд, Пьер Террайль де
Пьер Терра́йль де Бая́рд (фр. Pierre Terrail, seigneur de Bayard — «Пьер Террай, сеньор де Байяр»; 1476, Поншарра — 30 апреля 1524, Романьяно-Сезия) — французский рыцарь и полководец времён Итальянских войн, прозванный «рыцарем без страха и упрёка» (фр. Le Chevalier sans peur et sans reproche), подобно герою Столетней войны Арно Гийому де Барбазану (1360—1431). Кавалер ордена Святого Михаила.

## Биография
Баярд вырос в родовом замке близ Поншарра (совр. департамент Изер региона Овернь — Рона — Альпы) и происходил из старинного рыцарского рода Дофине, в котором за два столетия практически все мужчины сложили головы в бою. Прапрадед Баярда погиб в битве при Пуатье (1356), прадед сложил свою голову при Азенкуре, а дед пал в битве при Монлери (1465). Отец Эймон участвовал в войне за бургундское наследство, отличившись в сражении при Гиннегате (1479).
Получив традиционное домашнее образование и рыцарское воспитание, Баярд уже в 13-летнем возрасте привлёк внимание Карла VIII своим искусством верховой езды, получив от него прозвище «Копейщика» (Piquet). С 14 лет он участвовал в походах и сражениях, став в 1486 году по протекции своего дяди, гренобльского епископа Лорана Алемана, пажом герцога Карла I Савойского, а после смерти последнего в 1490-м перешёл на службу к самому королю. 
В 1494 году, в 18-летнем возрасте, он победил опытного бургундского рыцаря Клода де Вальдри на турнире в Лионе. В том же году принял участие в итальянском походе Карла VIII в составе ордонансовой роты графа Антуана де Линьи. После битвы при Форново (1495) возведён был в рыцарское достоинство самим королём. В этом сражении под Баярдом были убиты две лошади, после чего он пешим ворвался в неприятельские ряды, отбил у врагов знамя и принёс его к ногам своего короля. Вскоре после этого он оказался в плену у итальянцев, практически в одиночку преследуя своего противника и ворвавшись в Милан, но был великодушно освобождён самим герцогом Лодовико Моро.
После гибели Карла в 1498 году Баярд служил Людовику XII, отличившись в сражениях Второй итальянской войны. В 1502 году был ранен при штурме Каноссы, а в 1503 году вызвал на поединок перед строем двух армий и победил испанского рыцаря Алонсо де Сото-Майора. Последний, побывав в плену у французов, обвинил Баярда «в дурном обращении, трусости и коварстве» и потребовал не конного, а пешего поединка на мечах и кинжалах, с открытым забралом. В тяжёлом бою Баярд сумел ранить испанца в горло, но вместо того чтобы добить своего обидчика, взял его за ноги «и с великим трудом, сколь бы усталым и измученным он ни был, выволок наружу». 
В феврале 1503 года Баярд участвовал в знаменитом поединке одиннадцати французских рыцарей против такого же числа испанских у стен Трани, по одним данным, в качестве судьи, по другим, в качестве тяжёлого кавалериста. В конце декабря того же года он прославился своей обороной моста в известной битве при Гарильяно, в ходе которой бился одной рукой (вторая была ранена) против, как считается, примерно 300 испанских всадников и 1200 пехотинцев. Вместе с Баярдом на мосту через реку Гарильяно было якобы всего 15 тяжёлых кавалеристов и около 300 пехотинцев, которых, однако, поддерживал с берега огонь 20 французских пушек. Согласно легенде, перед схваткой прославленный рыцарь не успел даже надеть свои доспехи, а его друг и соратник Беллабр «весьма строго говорил ему, поминая всех чертей, чтобы он убирался оттуда, и тянул его изо всех сил, но тщетно, тот ни за что не хотел уходить». И лишь появление французских командующих позволило остановить бессмысленное кровопролитие, а затем отбить у испанцев плацдарм с помощью артиллерии, действию которой мешали воодушевленные примером Баярда и столпившиеся у моста остальные смельчаки-французы. Будучи отрезанным от своей армии, уже вернувшейся во Францию, Баярд не сложил оружия и, после ряда схваток и боёв, «со славою и добычею прошёл всю Италию и вернулся на родину». Сам же героический бой, описанный королевским историографом Жаном д’Отоном в «Хрониках короля Людовика XII» (1509), принёс ему такую славу, что его безуспешно пытался привлечь на свою службу даже папа Юлий II. 
В 1507—1512 годах Баярд снова участвовал в завоевании Италии, где он защищал население от грабежей французских солдат. В 1508 году он отличился при осаде Генуи, 14 мая 1509 года — в сражении с венецианцами при Аньяделло, командуя ротой из 25 «копий» и отрядом пехоты, в сентябре 1509 года — при осаде Падуи, а весной 1512 года — при взятии Брешии, где был вновь тяжело ранен. Будучи внесён своими солдатами в дом местного дворянина, он сначала сумел защитить от насилия его жену и дочерей, а по выздоровлении подарил ухаживавшим за ним девушкам полученные в качестве вознаграждения от их отца 2500 золотых дукатов. Едва оправившись от ран, он присоединился к войску своего друга Гастона де Фуа, 11 апреля того же года приняв участие в битве под Равенной. Получив известие о гибели герцога Немурского, безрассудно бросившегося в бой с превосходящим противником, подобно ему самому, Баярд сокрушённо заметил: «Если король выиграл сражение, клянусь вам, что бедные дворяне его проиграли». Невзирая на победу, в августе 1512 года французам пришлось вновь оставить Италию, а в ноябре 1512 года Баярд выступил с новым командующим Жаком де Ла Палисом в поход в Наварру, чтобы принять участие в штурме замка Тьебас и осаде Памплоны.
Но в 1513 году счастье окончательно изменило французам. В «Битве шпор» при Гинегате 16 августа, когда вся французская армия обратилась в бегство, не побежал один лишь Баярд, который, напав на одного английского рыцаря, потребовал от него сдачи. Растерявшийся англичанин передал Баярду свой меч, но Баярд, в свою очередь, передал его рыцарю обратно, объявив себя его пленником. Узнав о новом благородном поступке Баярда, победители тотчас же отпустили его на свободу без всякого выкупа. По возвращении во Францию Баярд назначен был лейтенантом ордонансовой роты Антуна Лотарингского в 100 «копий».
В 1515 году, присягнув новому королю Франциску I и став генерал-лейтенантом Дофине, Баярд участвовал в походе на Милан, пленив в Виллафранка-ди-Верона папского кондотьера Просперо Колонну, а несколько недель спустя вновь отличился в битве при Мариньяно, во время которой лично произвел в рыцари молодого монарха. Под его начальством в роте герцога Лотарингского Антуана II Доброго служил лучником будущий маршал Франции и военный мемуарист Блез де Монлюк.
В 1521 году Баярд с гарнизоном в 1000 солдат на протяжении шести недель защищал город Мезьер от 35-тысячного войска Карла V. Карл V вынужден был снять осаду и отступить, что сохранило Францию от его стремительного вторжения. После этого Баярд был награждён жалованной ему привилегией собирать собственную именную сотню воинов, на что прежде имели право только принцы королевского дома. Его годовой доход за счёт королевских пожалований составлял 10 тыс. турских ливров.
Начиная с 1523 года он снова воевал в Италии под командованием адмирала Гийома де Бониве, и погиб 30 апреля 1524 года в битве при Сезии, во время арьергардного боя на дороге между Гаттинарой и Ивреа, недалеко от Роазио, когда враги выстрелили ему в спину из аркебузы, свалив с коня. Согласно записанной биографами легенде, умирая, он распорядился прислонить своё тело к ближайшему дереву, повернув лицо к вражеской армии. А когда к нему подъехал оплакивавший его герцог Карл де Бурбон, незадолго до этого сбежавший в Италию, ответил ему: «Не плачьте обо мне, оплакивайте себя; вы воюете против своего отечества!».
Тело Баярда было передано французам и погребено на кладбище в Сен-Мартен-д’Эр, а в 1822 году предположительно перезахоронено в коллегиальной церкви Святого Андрея в Гренобле. При этом, как выяснилось позже, часть останков была утеряна.

## Посмертная слава
Окруженный прижизненной славой благодаря двум биографам, Симфорьену Шампье и Жаку де Маю, Баярд посмертно превратился в поистине культовую фигуру. Первый из них в ноябре 1525 года издал в Лионе «Деяния доблестного шевалье Баярда на протяжении всей его жизни». Через два года после этого второй, его многолетний оруженосец Жак де Май, взяв себе псевдоним «Верноподданный слуга» (фр. Loyal serviteur), написал о нём биографический роман «Приятнейшая, забавная и отдохновительная история доброго рыцаря без страха и упрёка, славного сеньора Баярда…» (1527) (фр. La très joyeuse, plaisante et récréative histoire du bon chevalier sans peur et sans reproche, gentil Seigneur de Bayart…). В названии романа отражены два прозвища, данных Баярду при жизни: «добрый рыцарь» и «рыцарь без страха и упрёка», — из которых сам Баярд, по преданию, предпочитал первое.

## Личность
На известном портрете Баярда, выполненным Жаком де Маем, знаменитый рыцарь предстаёт не слишком привлекательным человеком с суровым и бледным, но простым и открытым лицом, каштановыми волосами, длинным прямым носом и ясными глазами. По словам де Мая, от природы Баярд не отличался крепким здоровьем, но сумел развить своё тело усердными упражнениями. Исследование его останков позволяет утверждать, что в зрелости он имел довольно высокий по тем временам рост 180 см. 
Его младший современник историк и правовед из Дофине Эмар дю Ривай описывает его как «учтивого, весёлого, не слишком гордого и довольно скромного» человека. Известно, что будучи беспощаден к врагам в бою, Баярд отличался великодушием и заботился не только о пленных, раненых и даже проститутках, но и пресекал у себя в войске любые насилия и грабежи, порою возмещая из собственного кармана все убытки, нанесённые мирным поселянам. Заслужив свои шпоры за воинскую отвагу, он в течение всей жизни оставался приверженцем рыцарского кодекса, выходившего из моды на рубеже XV—XVI столетий.
В 2012 году потомок рыцаря по женской линии Жан-Кристоф Паризо де Баярд официально объявил, что располагает подлинным черепом своего великого предка, найденным в 1937 году на месте его первоначального захоронения, что вызвало возражения со стороны ряда историков и журналистов. В 2016 году профессор Жерар Люкотт из Института молекулярно-генетической антропологии в Париже, взяв образцы этого черепа, исследовал их методами генетической дактилоскопии, доказав как возможную принадлежность останков Баярду, так и родство с ним Жана-Кристофа Паризо. Согласно проведённым Люкоттом анализам ДНК, владелец черепа имел каштановые волосы, карие глаза и очень белую кожу, что частично согласуется с сохранившимися портретами и свидетельствами современников.

## Семья
Не сохранилось никаких достоверных сведений о вступлении когда-либо Баярдом в законный брак, хотя за всю свою 48-летнюю жизнь он, несомненно, имел связи с разными женщинами. Жак де Май рассказывал, что в течение многих лет господин его сохранял верность некой прекрасной даме, имя которой никому так и не открыл. 
Баярд оставил, по крайней мере, одну внебрачную дочь по имени Джованна (Жанна) Террайль, родившуюся около 1501 года в Канту, от некой «знатной миланки», на которой он якобы обещал жениться, но так и «не успел». Практически не видевшая своего отца, девушка воспитана была сестрой и братьями Баярда, а вышла замуж за его земляка Франсуа де Бочозеля, представителя такого же древнего рыцарского рода из Дофине. Гипотеза французского историка Пьера Баллаги о том, что настоящей матерью девочки являлась рано овдовевшая супруга его бывшего сюзерена Карла Савойского — герцогиня Бьянка Монферратская (1473—1519), не получила достаточных подтверждений и противоречит документам, опубликованным ещё в 1926 году Камилем Монне.

## Память
- Исторический Баярд послужил одним из прообразов персонажа итальянского фольклора Пьетро Байлардо, маска которого стала неотъемлемым элементом народного карнавала.
- В честь Баярда был назван 90-пушечный линейный корабль типа Suffren[англ.] «Bayard[англ.]» (1847), принимавший участие в осаде Севастополя, а также один из французских броненосцев-стационеров 2 ранга — «Bayard[англ.]» (1883), служивший в колониях и принимавший участие во франко-китайской войне 1884—1885 гг.
- В честь легендарного рыцаря получил своё название популярный гражданский пистолет «Bayard 1908», разработанный в 1907 году бельгийским конструктором Бернаром Кларю под 6,35×15 мм патрон «Браунинг».

## В художественной литературе
- «Кавалер Баярд» (англ. The Chevalier Bayard, 1928) — исторический роман американского писателя и педагога Самуэля Шеллабергера[англ.].

## В кино
- «Без страха и упрёка» / Sans peur et sans reproche — комедия режиссёра Жерара Жюньо (Франция, 1988); в роли Баярда — Реми Мартин.